# Lubniewice
Lubniewice (in tedesco Königswalde) è un comune urbano-rurale polacco del distretto di Sulęcin, nel voivodato di Lubusz.
Ricopre una superficie di 129,76 km² e nel 2004 contava 3 032 abitanti.